# Marin Šipić
Marin Šipić (* 29. April 1996 in Bad Soden am Taunus, Deutschland) ist ein kroatischer Handballspieler.

## Karriere

### Verein
Šipić kam in der Saison 2011/12 für den MRK Split zu ersten Einsätzen in der kroatischen Premijer Liga. Ab 2014 spielte der 1,92 m große Kreisläufer für den GRK Varaždin, mit dem er international mehrfach am EHF-Pokal teilnahm. Im Sommer 2017 wechselte er zum RK Nexe Našice, mit dem den zweiten Platz in der Meisterschaft belegte und international im EHF-Pokal antrat. Zur Saison 2019/20 verpflichtete ihn der Serienmeister RK Zagreb, mit dem Šipić 2021 und 2022 Meister und Pokalsieger wurde sowie in der EHF Champions League antrat. Seit 2022 läuft er in der Schweiz beim HC Kriens-Luzern auf. Mit dem HC Kriens-Luzern gewann er 2023 und 2025 den Schweizer Cup.

### Nationalmannschaft
Mit der kroatischen Nationalmannschaft gewann Šipić das Handballturnier bei den Mittelmeerspielen 2018. Bei der Weltmeisterschaft 2019 wurde das Team Sechster. Bei der Europameisterschaft 2022 gewann er mit der Auswahl die Silbermedaille. Bei der Weltmeisterschaft 2021 kam die Mannschaft auf den 15. Platz. Bei der Europameisterschaft 2022 erreichte man den 8. Platz und bei der Weltmeisterschaft 2023 den 9. Platz. Bei der Weltmeisterschaft 2025 warf Šipić 29 Tore in neun Partien und gewann mit Kroatien die Silbermedaille.